# シャリーア
シャリーア（アラビア語: شريعة Shari'a）は、イスラム教の経典コーランと預言者ムハンマドの言行（スンナ）を法源とする法律。ムスリムが多数を占める地域・イスラム世界で現行している法律である。イスラム法（イスラムほう）、イスラーム法（イスラームほう）、イスラム聖法（イスラムせいほう）などとも呼ばれる。
シャリーアは民法、刑法、訴訟法、行政法、支配者論、国家論、国際法（スィヤル）、戦争法にまでおよぶ幅広いものである。シャリーアのうち主にイスラム教の信仰に関わる部分をイバーダート（儀礼的規範）、世俗的生活に関わる部分をムアーマラート（法的規範）と分類する。イバーダートは神と人間の関係を規定した垂直的な規範、ムアーマラートは社会における人間同士の関係を規定した水平的な規範と位置づけられる。
また、イスラム共同体（ウンマ）は、シャリーアの理念の地上的表現としての意味を持つとされる。

## 法源
正確には、法源（ウスール・ル＝フィクフ）は、以下の4つ（詳細はスンナ派を参照）。
1. コーラン
2. 預言者の言行（スンナ、それを知るために用いられるのがハディース）
3. 特定のケースにおけるイスラム法学者同士の合意（イジュマー）
4. 新事象にあてはめるためコーランとハディースから導く類推（キヤース）

学派によって違いがあるが、基本的にはこれら諸法源に基づいて、イスラム国家の運営からムスリム諸個人の行為にいたるまでの広範な法解釈が行われる。法的文言のかたちをとった法源がなく、多様な解釈の可能性があるため、すべての法規定を集大成した「シャリーア法典」のようなものは存在しない。
一般に、上記4法源のうち上にあるものがより優先される。すなわちコーランによる法的判断が最優先され、コーランのみで判断ができない場合にスンナが参照され、スンナでも判断ができない場合にイジュマーやキヤースが参酌される。ただし学派によってはイジュマーやキヤースの参酌自体を認めなかったり、その方法および効力に一定の制限を加えていたりする。
なお、シーア派法学では一般にイマームのみがシャリーアを正しく解釈する能力を持つとされ、法学者を含む一般信徒による解釈より上位にある。そのためシーア派法学では歴代イマームの言行も重要な法源（ハディース）として扱われる。
シャリーアはコーランと預言者ムハンマドの言行（スンナ）を法源とし、イスラム法学者が法解釈を行う。イスラム法を解釈するための学問体系（イスラム法学）も存在し、預言者ムハンマドの時代から1000年以上、法解釈について議論され続けている。法解釈をする権限はイスラム法学者のみが持ち、カリフが独断で法解釈をすることはできないとされる。預言者ムハンマドの言行録はハディースとよばれ預言者の言行に虚偽が混ざらぬように、情報源（出典）が必ず明記される。イスラム教国でシャリーアに基づく裁判においては、過去の判例や法学者の見解（ファトワー）、条理なども補助法源として用いられている。

## 体系
西洋の法律は、禁止と義務の体系で成立している。イスラム法では、禁止と義務の体系だけでなく、さらに細分化されている。
1. やらなくてはいけないもの（義務）、ワージブ (wasib/fard)
2. やった方がいいもの（推奨）、マンドゥーブ (mandub/mustahabb)
3. やってもやらなくてもかまわないもの（許可）、ハラール (halal)
4. やらない方がいいもの（忌避）、マクルーフ (makruh)
5. やってはならないもの（禁止）、ハラーム (haram)

たとえば、女性への求婚はやってもやらなくてもかまわないもの（許可）、窃盗や姦通、飲酒、賭け事はやってはならないもの（禁止）に該当する。

## 運用上の特徴

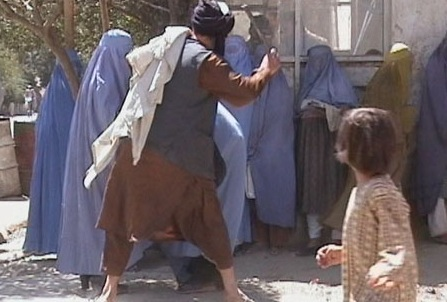
公共の場でブルカの被り物を脱いだとして、タリバンの宗教警察が女性を暴行している様子

運用は属人主義による。すなわちムスリムであれば世界のどこへ行ってもシャリーアが適用される（ただしハナフィー学派のみは別解釈をとる）。一方、非ムスリムであれば、たとえイスラム圏（ダール・アル＝イスラム）に滞在・居住していたとしても、直接にシャリーアを適用されることはない。ただ、非ムスリムとムスリムの間に生じた何らかの関係や問題についてシャリーアが適用されることはある。またシャリーアはイスラム圏における非ムスリムの地位についての規定を含む。このようにイスラムにおける国際法とはムスリムと非ムスリムとの間の関係に関する法であり、国家間の関係に関する法であるヨーロッパ的な国際法とは位置付けが異なる。
シャリーア運用上のもうひとつの特徴は客観主義である。すなわち行為者の意思よりもその行為の外形に注目して判定を下す。これは、ある人間の意思を正確に忖度することは神にしかできないという考えによる。たとえば、西洋法でいうところの過失によって人を死に至らしめた場合は殺人罪となる。

### 運用上の実例
サウジアラビアでは統治基本法において、憲法はクルアーンおよびスンナである、と明記されている。
マレーシアではムスリムのみ飲酒を罰する法律があり、飲酒を行うとカーディー裁判により罰金と鞭打ち刑が科される。非ムスリムは処罰されない。しかし、起訴される事例は極めて少なく死文法に近くなっている。
豚肉などハラームとなる食品などの販売を行う店も非ムスリムが非ムスリム向けに営業している場合には消費者保護法（ハラーム製品の輸入製造販売を禁止する法律）が適用されない場合がある。
ムスリム同士であっても宗派によって法律が異なることが多い。ワッハーブ派が主体のサウジアラビアの法体系においてもシーア派住民は法務省の下位機関であるシーア派裁判所でシーア派の法律による裁判権が認められている。ただし、シーア派に認められているのは24条の刑法と婚姻、遺産相続、ワクフのみであり、ワッハーブ派住民とシーア派住民の間で訴訟になった場合にはワッハーブ派の法が優先される。このように一国に複数の法体系による複数の裁判所が存在すると言う複雑な司法形態になっている国もある。
基本的に加害者がムスリム以外であっても被害者がムスリムの場合にはシャリーアが適用される。逆に被害者が非ムスリムで加害者がムスリムの場合、欧米法において犯罪行為であってもシャリーアにおいて正当行為であれば無罪となることが多い。
鞭打ち刑などシャリーアに基づく刑罰が行われると世俗派や他の宗教、欧米諸国からは非難されるが、非世俗派のムスリムからは支持される。多くのイスラム教国で厳格な刑罰が存続している背景には厳格な適用を求める自国民からの支持がある。中東などイスラム諸国では厳格な運用を求める国民が多いため、シャリーアの体制が維持されているかも知れない。

## 世俗法との関係

各地域におけるシャリーアの在り方：
シャリーアが有効ではないイスラム協力機構の国家。
シャリーア民法が有効である国家。
シャリーア全般が有効である国家。
一部の地域においてシャリーアが有効である国家。

かつてムスリムの間ではシャリーアは人間ではなく神が定めた絶対の掟であり、人間としての正しい生き方を具体的に示すものと広く見なされた。したがって現在でも非世俗的ムスリムの間ではシャリーアは全てのムスリムが守るべき普遍的規範であり、その意味でシャリーアへの服従はイスラームへの信仰と同義であるという主張が強い。しかし今日においてはトルコを含む東欧、そしてその他の地域の移民ムスリムを中心にシャリーアの人権侵害性などを批判し、世俗法を擁護する者も少なくない。
近代以前のイスラム世界では建前としてはシャリーアが法体系の根幹とされたが、現実には支配者の定めた世俗法（カーヌーン）や地方的慣習（アーダ、またはウルフ。例としてはアフガニスタンのパシュトゥーン人たちの間で用いられるパシュトゥーンワーリ即ちパシュトゥーン掟など）も広く併用されていた。近代に入ると西洋法系の流入によりシャリーアの運用範囲が狭められ、その権威は一時期大きく低下した。
現在イスラム圏でもアルバニアやトルコなどではローマ法起源の法律を採用し、シャリーアは廃止された。他のイスラム圏でもレバノン、シリアなど世俗主義国家では家族法などの一部に名残を留めているだけである。
しかしサウジアラビア、イラン、アフガニスタンを初めとする国ではシャリーア、もしくはシャリーアの強い影響下にある法律・憲法による統治が行われている。また、エジプトなどのように政治・法制で一定程度の世俗化が進んでいるが、シャリーアを憲法で主要法源とするなど、イスラム国家的な側面をも保持している中間的な国家も少なくない。

## 批評
人権思想の観点からは以下のような論議が存在する。

### 奴隷制度

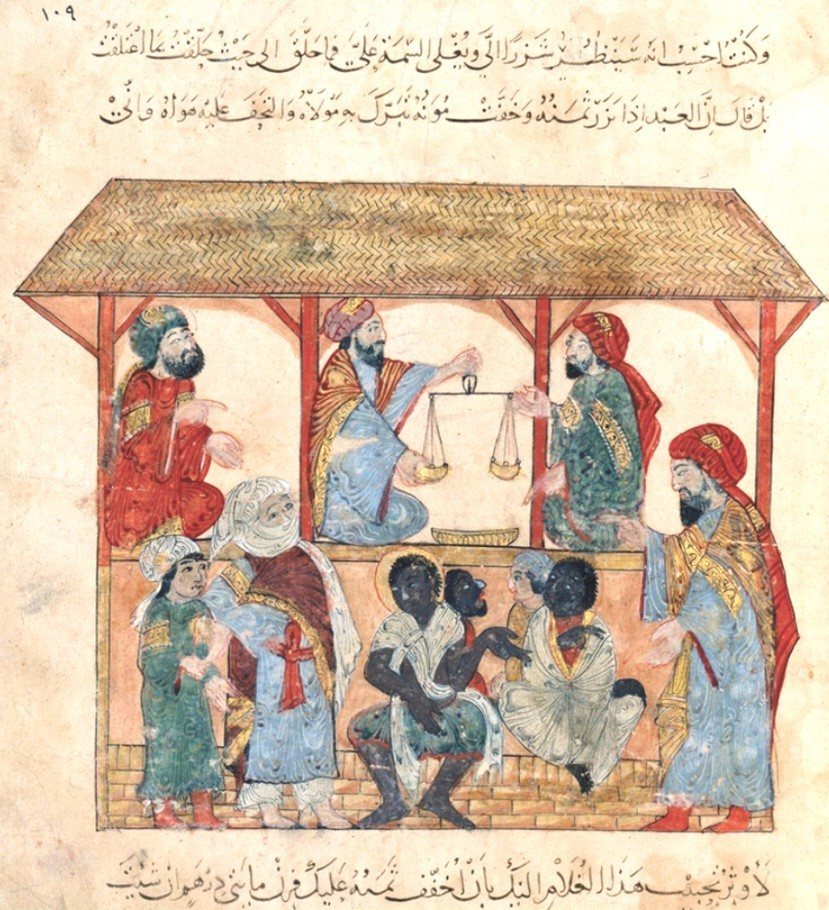
イエメンの奴隷市場。 13世紀

シャリーアには奴隷に関する規定があり、奴隷制度自体を容認している。預言者ムハンマド自身が奴隷を所有していたこともあり、奴隷所有者を悪人と断ずればムハンマドが悪人だったことになってしまうため、現代でも奴隷制度を悪と明言されていない。このため、イスラム教国では奴隷制度の廃止はかなり遅く、最後に廃止されたモーリタニアでは1980年まで奴隷制度が存続していた。
ただし、歴史的にはマムルーク朝などの奴隷身分出身者による王朝も存在しており、西洋的な奴隷とは大きく異なる。アブドゥッラー（神の奴隷）などの名前が広く存在し、奴隷というより僕というニュアンスが強く、生存権、訴権等も保証されていた。また、ムハンマドが所有していた黒人奴隷のビラール・ビン＝ラバーフはイスラム教初期における聖人の一人であり、その直系子孫であるハバシー家の称号は「預言者ムハンマドの教友たる黒人奴隷」であり、黒人奴隷が高貴な家柄となっている。このような事情からアラブ社会では奴隷という言葉には欧米や極東ほどネガティブなイメージはない。
奴隷解放を善行として奨励していることや、主人の死亡時点を持って奴隷身分から解放されるなど、欧米のように身分が終身であったり、子孫まで継続することはなく、奴隷の獲得数が減少するに伴い奴隷の人数も減少をたどり、耕作地と水資源の少ないアラビア半島では農奴制が発達しなかった。このことから、アラビア半島では16世紀には奴隷人口は極めて少なくなり、奴隷を所有できるのはごく一部の権力者のみとなり、実質的な意味合いとしての奴隷というのは部族外から雇用された雇い外国人のようなものとなり、欧米のような悲惨な扱いをされる者ではなく、高給優遇される者が大半をしめるようになった。奴隷が軍人や官僚を占めるようになると奴隷が国を支配してしまう奴隷王朝が誕生するなど、奴隷が逆に高い身分になってしまうという逆転現象も起きている。
奴隷が部族地域における実質的な高級官僚となってしまったサウジアラビアでは1962年に奴隷制度の禁止を発令した時に部族解体政策が平行して行われていたこともあり、諸部族から強固に反対され、奴隷制度は憲法であるクルアーンで認められた物であると反論され妥協した結果、新規奴隷のみ禁止で既存の奴隷で希望者のみ奴隷の身分を継続してよいことになった。このため、現在では奴隷といえば権力者の腹心という意味合いになり奴隷が高貴な身分となっている。アラビア半島社会で現代の実質的な奴隷は法制度上は自由民である出稼ぎの外国人労働者となっている。
イスラム社会で欧米的な農奴制が始まったのはエジプトがイスラムに征服されてナイル川流域の肥沃な土地が手に入って征服されたエジプト人が農奴となってからで、このシステムは西へと伝わって行きモーリタニアが最西端となっている。気候的な事情からエジプトの農奴制がシナイ半島より東に逆流することはなかった。
アラビア半島では早い時期に奴隷売買そのものが縮小していったが、エジプトから東のアフリカ大陸北部地域を征服したイスラムはアフリカ大陸北部の住民を奴隷としてヨーロッパ人に売りさばき、その多くがアメリカ大陸へ輸出されていった。このため、イスラム教国でもシナイ半島を境に奴隷制度そのものが大きく異なる。

### イスラム教国内での非ムスリムの自由・財産・生命の権利の制限
イスラム法において、イスラムの統治する地域（ダール・アル＝イスラム）に居住する異教徒にはズィンミーとして一定の権利保障が与えられる。彼らは自身の宗教を保持することが許され、生命権や財産権も保障される。
しかしここで保障される「信仰の自由」は、近現代におけるそれに比べると制限の厳しいものである。ズィンミーは信仰の内面的保持（内心の自由）は完全に保障されているが、信仰の表明（宗教的な表現・結社の自由）に関しては厳しい制限があり、ムスリムの前で二等市民として控えめに振舞うことが要求されている。具体的には、
- 教会の新築が原則禁止され、修理や増築にも制限がつくこと
- 宗教儀礼のうちいくつかはムスリムの感情を害するとして禁止されたこと、
- 自己の宗教的信条をムスリムの前であからさまに主張した場合、イスラーム・ムハンマドへの批判として死刑に処される場合があったこと

などがあげられる。
そのほかにも、ズィンミーはジズヤと呼ばれる特別の税金を支払わなければならず、時代・地域によっては衣服などに特別のしるしをつけさせられたり、馬への騎乗が禁止される場合もあった。またズィンミーの生命権も、ムスリムの生命権より軽く見られることが多く、ハナフィー学派を除き、ズィンミーを殺したムスリムに死刑は科されない。
現在多くの国でズィンミー制は公式には廃止されているが、イスラム国家を名乗るいくつかの国家では今なお非ムスリムへの厳しい政策が採られることもある。

### 刑罰
シャリーアにおいては、盗みを犯した人物の腕や足を切断するなどのハッド刑、婚外性交・同性愛・離教などに対する石打ちや斬首による公開処刑など、現代社会においては過酷とされる刑罰が存在している。そのためイランやサウジアラビアなど、シャリーアを国法として採用しているいくつかの国における刑罰は、欧米諸国から人権侵害として強い非難を受けている。
刑罰が科されるには多くの条件が定められており、例として、成人である、判断能力がある、強制された行為でない、故意による犯罪である、貧困などのやむを得ない事情が存在しない、盗まれた物品がきちんと管理された状態であった、盗まれた物品が私有財産である、盗まれた物品の弁償、返却が出来ない、改心の意を示さないなどである。
イランではこれらに該当する過酷な刑罰が実際に執行されることは非常に稀で、窃盗を繰り返し何度も有罪判決を受けたケースに限られ、窃盗犯には1年から5年の禁固刑が裁判官の裁量刑（タージール刑）として科されるケースがほとんどであるとされるが、アフマディーネジャード政権発足以降は、斬手や投石刑などが増えつつあるとの指摘がある。

### 棄教の禁止
前近代においてはほとんどの学派が、イスラーム法においてイスラームからの離脱は死刑に処されるべきとしてきた。クルアーンには典拠がなく、寧ろ信教の自由が説かれているが、預言者の言行録（ハディース）には、ムハンマドが棄教者の殺害を命じたと記述されているためである。ハナフィー学派のみ、女性棄教者の場合は再入信するまでの禁固としている。
近代においても、スーダンやアフガニスタンでは依然棄教者への死刑が確認されており、アムネスティの批判を受けている。一方、モロッコ宗教庁や北米イスラーム評議会などは棄教者の死刑を過去の慣習とみなしており、該当ハディースは棄教よりスパイ行為を咎めた記述であるとして、棄教そのものに対する処罰は不必要とするファトワーを出している。

### 婚姻時の非ムスリムへの強制改宗
イスラーム法上でも、ムスリム男性は啓典の民に属するユダヤ教徒・キリスト教徒という特定の一神教女性と結婚できるが、妻をイスラム教へ改宗させるのが一般的である。女性が非ムスリム男性と結婚することは法的に禁止されており、男性側にイスラム教への改宗が求められる。男性を改宗させないで女性が結婚したことが発覚した場合、イスラム法では姦通扱いとされ、鞭打ち等に処せられるケースがある。

### 同性愛
イスラーム世界の少年愛のように、前近代イスラーム社会には成人男性と少年の同性愛が見られることもあったが、近代に入るとイスラーム法の同性愛禁止規定を厳格に施行すべきとする解釈が広まった。現在、シャリーアの地域や国家では同性愛を鞭打ち刑罰対象と見なしている。